# Parque eólico Qollpana
El Parque eólico Qollpana es una agrupación de aerogeneradores, localizado en el municipio de Pocona en la provincia de José Carrasco del departamento de Cochabamba. La planta posee una capacidad instalada de 27 MW de potencia y la energía producida es inyectada al Sistema Interconectado Nacional. En la actualidad, el parque eólico es propiedad del estado boliviano y es operado por la Empresa Nacional de Electricidad a través de su subsidiaria ENDE Corani.

## Detalles
Ubicado en el municipio de Pocona, la planta fue diseñada y desarrollada por la empresa Hydrochina de origen chino durante su primer fase y en su segunda fase por la empresa española TSK Electronica y Electricidad S.A. Tiene 10 turbinas de viento.
La primera fase se construyó en un corto período de tiempo de 9 meses.